# St. Gallen (kanton)
Kanton St. Gallen je jedan od 26 švicarskih kantona na istoku zemlje. Po površini je jedan od većih kantona.
Glavni i najveći grad kantona je St. Gallen.

## Povijest
Teritorij tog kantona, nije poput ostalih bio rezultat historijskih okolnosti, već je umjetno stvoren od Napoleona u vrijeme dok je stvarao Švicarsku konfederaciju. Kao nukleus poslužile su mu zemlje koje su dotad pripadale Opatiji Sankt Gallen.

## Vanjske poveznice
- Službena stranica kantona St. Gallen (njem.)